# Gentianella helianthemoides
Gentianella helianthemoides là một loài thực vật có hoa trong họ Long đởm. Loài này được (Gilg) Fabris mô tả khoa học đầu tiên năm 1983.